# Dobrów (województwo wielkopolskie)

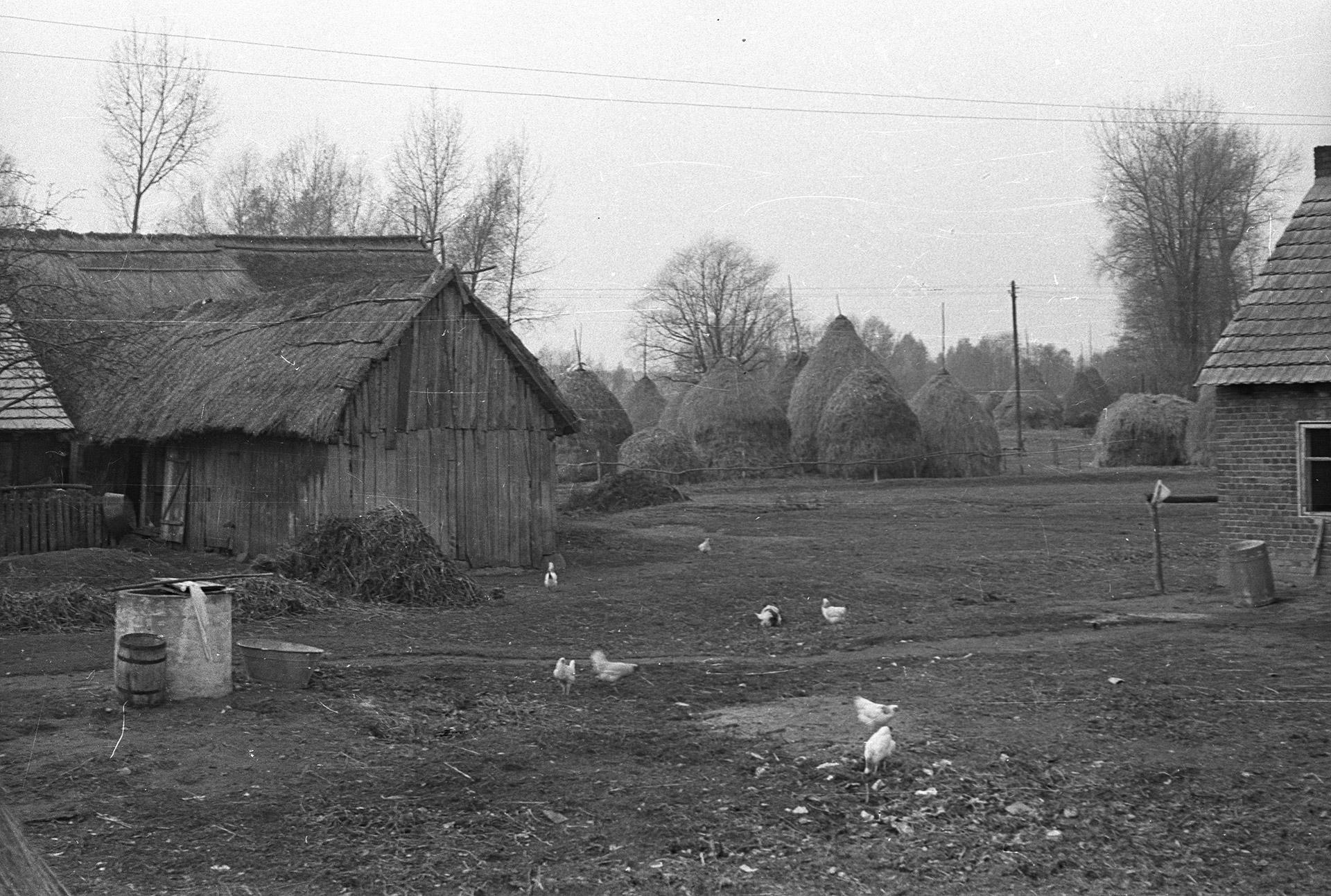
Dobrów w 1974 roku

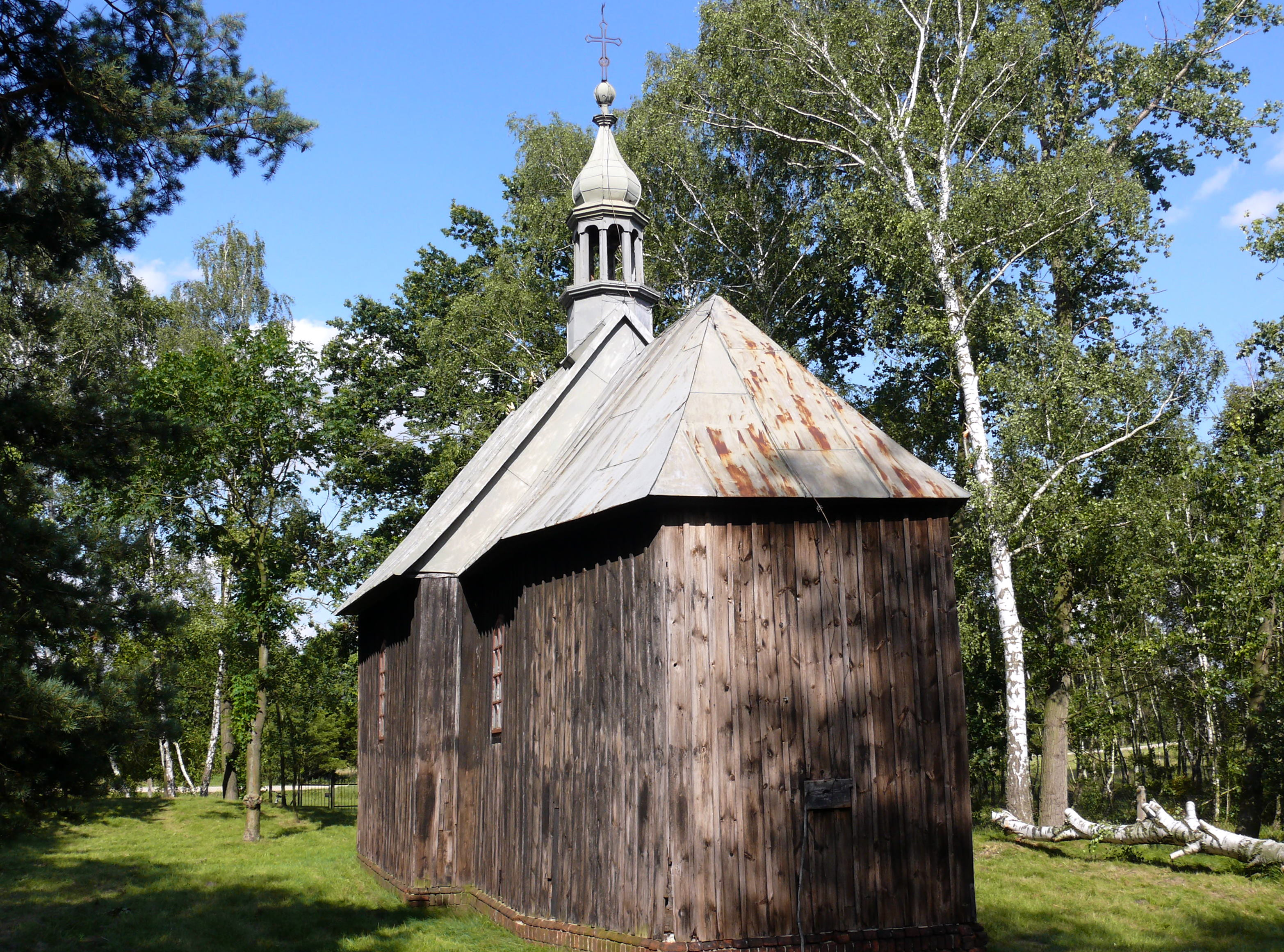
Kaplica Błogosławionego Bogumiła

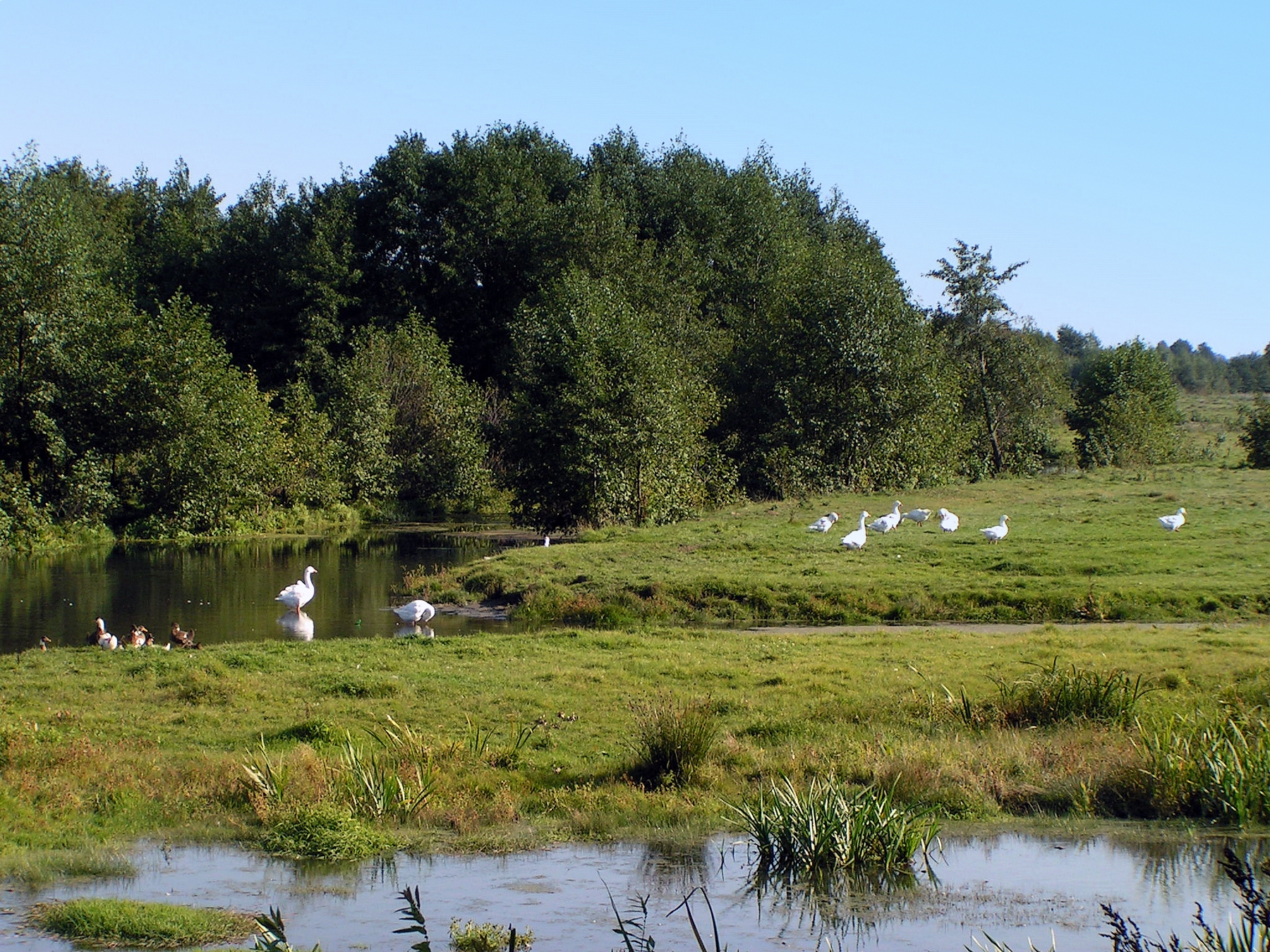
Rozlewiska rzeki Teleszyny pod Dobrowem

Dobrów – wieś w Polsce położona w województwie wielkopolskim, w powiecie kolskim, w gminie Kościelec.
W latach 1975–1998 miejscowość należała administracyjnie do województwa konińskiego. Miejsce, gdzie na przełomie XII i XIII wieku osiadł i zmarł błogosławiony Bogumił.

## Informacje ogólne
Miejscowość położona jest 7 km na południe od centrum Koła, na wschód od drogi lokalnej łączącej miasto z Brudzewem i Turkiem. Przez wschodnie krańce wsi przepływają rzeki Teleszyna i Warta.

## Historia
Dobrów był pierwotnie wsią należącą w XII wieku do cystersów, a od 1290 r. do arcybiskupów gnieźnieńskich. Pierwsza wzmianka o istnieniu wsi pochodzi z 1232 r. Tutaj schronił się arcybiskup gnieźnieński Bogumił Leszczyc, który założył tu swoją pustelnię. Jego postać obrosła z czasem w legendy i stała się przedmiotem kultu. W 1668 r. relikwie Bogumiła, mimo oporu mieszkańców wsi, przeniesione zostały do Uniejowa. Do miejscowej świątyni powróciły w XX wieku.
Postać arcybiskupa upamiętniają Bogumiłki - ciastka wypiekane we wsi z leżakowanego ponad 3 miesiące ciasta piernikowego w kształcie bł. Bogumiła i zdobione kolorowym lukrem królewskim.
Biskup Wiesław Mering dekretem z 28 grudnia 2006 r. ustanowił we wsi diecezjalne sanktuarium ku czci Błogosławionego Bogumiła - patrona miasta Koła i współpatrona diecezji włocławskiej.

## Zabytki

### Kościół Świętej Trójcy
Pierwotny kościół parafialny, drewniany - modrzewiowy, istniał zapewne od początku funkcjonowania parafii. Spłonął w 1661 r. Obecna świątynia wzniesiona została w 1764 r. prawdopodobnie przez ks. Pawła Rossowskiego, miejscowego proboszcza, i konsekrowana pod wezwaniem Trójcy Świętej. Rozbudowa kościoła miała miejsce w 1888 r., a gruntowna restauracja w 1913 r. 
Kościół wybudowano w stylu barokowym i pseudobarokowym, jest orientowany. Korpus jest murowany z cegły i otynkowany, natomiast części dobudowane nietynkowane. Do jednoprzestrzennego kościoła w 1888 r. dobudowano nieco niższe i węższe prostokątne prezbiterium wraz z kaplicą Błogosławionego Bogumiła. Zewnątrz kościół jest opilastrowany. Okna zamknięte łukiem koszowym. Szczyt zachodni jest typowo pseudobarokowy. Dach jest dwuspadowy, na ławie umieszczono wieżyczkę na sygnaturkę.
Wewnątrz świątyni - nawa rozczłonkowana pilastrami, nakryta stropem płaskim; w partiach dobudowanych sklepienia kolebkowo-krzyżowe. Chór muzyczny wsparty jest na trzech arkadach. Wewnątrz świątyni znajdują się trzy ołtarze o cechach klasycystycznych oraz kamienna chrzcielnica zapewne gotycka. Prospekt organowy jest rokokowy. W nawie znajduje się barokowy obraz z 1660 r. przedstawiający bł. Bogumiła z szesnastoma scenkami z jego życia i cudów, był trzykrotnie odnawiany. Pod ołtarzem ulokowano gotycką rzeźbę bł. Bogumiła z tumby. Ponadto w kościele znajdują się dwie rzeźby lwów z XVII wieku. 

### Kaplica Błogosławionego Bogumiła
Drewniana kaplica Błogosławionego Bogumiła „na Puszczy” zbudowana została w 1788 r. Położona jest wśród rozlewisk rzeki Warty i Teleszyny. 
Prezbiterium budowli zwrócone jest w kierunku południowym. Świątynia jest konstrukcji zrębowej, oszalowana. Jednonawowa, z nieco niższym prezbiterium zamkniętym prosto. Strop płaski, a belka tęczowa zawiera datę budowy. Dach jest dwuspadowy, kryty blachą, z wieżyczką na sygnaturkę. 
Wewnątrz umieszczone są dwa barokowe ołtarze z początku XVIII wieku. W bocznym zdekompletowanym ołtarzu znajduje się późnobarokowa rzeźba Błogosławionego Bogumiła z początku XVII wieku. Obok nich także dwie barokowe rzeźby Świętych Piotra i Pawła oraz kamienny sarkofag bł. Bogumiła - rzeźba Antoniego Kurzawy z 1890 r.

## SKGW Dobrów
W Dobrowie działa od ponad 50 lat Koło Gospodyń Wiejskich, które później stało się Stowarzyszeniem Koła Gospodyń Wiejskich. Organizuje imprezy cykliczne np. Bogumiłki, śladami historii; Świętojanki, w wigilię św. Jana, jak również kuligi czy rajdy rowerowe dla dzieci.

## Stowarzyszenie DOM
Od 2016 roku w Dobrowie działa Stowarzyszenie "DOM" Dobrowska Organizacja Międzypokoleniowa. 

## Sport
Młodzieżowy Ludowy Uczniowski Klub Sportowy Warta Eremita Dobrów – polski klub piłkarski z Dobrowa, który w sezonie 2023/2024 rozgrywa swoje mecze w klasie okręgowej, gr. wielkopolskiej VI.